# Football League Cup 2008-2009
La Football League Cup 2008-2009, conosciuta anche con il nome di Carling Cup per motivi di sponsorizzazione, è stata la 49ª edizione del terzo torneo calcistico più importante del calcio inglese, la 43ª in finale unica. La manifestazione, ebbe inizio l'11 agosto 2008 e si concluse il 1º marzo 2009 con la finale di Wembley.
Il trofeo fu vinto dal Manchester United, che nell'atto conclusivo ebbe la meglio sui detentori del Tottenham Hotspur imponendosi per 4-1 ai calci di rigore, dopo lo 0-0 dei tempi supplementari.

## Formula
La Football League Cup era riservata alle 20 squadre della Premier League e alle 72 della Football League. Ogni turno della competizione è composto da scontri ad eliminazione diretta, ad esclusione delle semifinali che si compongono di due match dove la squadra con il miglior risultato combinato accede in finale. Se al termine di ogni partita o se il risultato combinato delle semifinali è identico, vengono giocati i tempi supplementari. Se anche al termine dei tempi supplementari il punteggio è ancora in parità, si passa ai calci di rigore.
|                              | Squadre che entrano in questo turno | Squadre qualificate dal turno precedente    |
| ---------------------------- | --- | ------------------------------------------- |
| Primo turno (72 squadre)     | - 24 squadre dalla Third Division - 24 squadre dalla Second Division - 24 squadre dalla First Division                                                   |                                             |
| Secondo turno (48 squadre)   | - 11 squadre dalla Premier League (non partecipanti alle competizioni europee) - 1 squadra dalla Premier League (partecipante alle competizioni europee) | - 36 squadre vincitrici del primo turno     |
| Terzo turno (32 squadre)     | - 8 squadre dalla Premier League (partecipanti alle competizioni europee)                                                                                | - 24 squadre vincitrici del secondo turno   |
| Quarto turno (16 squadre)    | | - 16 squadre vincitrici del terzo turno     |
| Quarti di finale (8 squadre) | | - 8 squadre vincitrici del quarto turno     |
| Semifinali (4 squadre)       | | - 4 squadre vincitrici dei quarti di finale |
| Finale (2 squadre)           | | - 2 squadre vincitrici delle semifinali     |

## Primo turno

### Nord
| Match | Squadra di casa   | Risultato                 | Squadra fuori casa | Spettatori |
| ----- | ----------------- | ------------------------- | ------------------ | ---------- |
| 1     | Preston N.E.      | 2-0                       | Chesterfield       | 5.150      |
| 2     | Chester City      | 2-5                       | Leeds Utd          | 3.644      |
| 3     | Leicester City    | 1-0                       | Stockport County   | 7.386      |
| 4     | Sheffield Utd     | 3-1                       | Port Vale          | 7.694      |
| 5     | Grimsby Town      | 2-0                       | Tranmere           | 1.858      |
| 6     | Crewe Alexandra   | 2-0                       | Barnsley           | 2.492      |
| 7     | Hartlepool Utd    | 3-0                       | Scunthorpe Utd     | 2.076      |
| 8     | Derby County      | 3-1 (d.t.s.)              | Lincoln City       | 10.091     |
| 9     | Notts County      | 1-0 (d.t.s.)              | Doncaster          | 3.272      |
| 10    | Sheffield Weds    | 2-2 (d.t.s.) 3-5 (d.c.r.) | Rotherham Utd      | 16.298     |
| 11    | Shrewsbury Town   | 0-1                       | Carlisle Utd       | 3.337      |
| 12    | Wolverhampton     | 3-2 (d.t.s.)              | Accrington Stanley | 9.424      |
| 13    | Bury              | 0-2                       | Burnley            | 4.276      |
| 14    | Rochdale          | 0-0 (d.t.s.) 1-4 (d.c.r.) | Oldham Athletic    | 5.786      |
| 15    | Nottingham Forest | 4-0                       | Morecambe          | 4.030      |
| 16    | Huddersfield Town | 4-0                       | Bradford City      | 8.932      |
| 17    | Macclesfield Town | 2-0                       | Blackpool          | 1.631      |
| 18    | Walsall           | 1-2                       | Darlington         | 2.702      |

### Sud
| Match | Squadra di casa | Risultato    | Squadra fuori casa | Spettatori |
| ----- | --------------- | ------------ | ------------------ | ---------- |
| 1     | Coventry City   | 3-1          | Aldershot Town     | 9.293      |
| 2     | MK Dons         | 1-0          | Norwich City       | 6.261      |
| 3     | Wycombe         | 0-4          | Birmingham City    | 2.735      |
| 4     | Brighton        | 4-0          | Barnet             | 2.571      |
| 5     | Gillingham      | 0-1          | Colchester Utd     | 2.566      |
| 6     | Southend Utd    | 1-0 (d.t.s.) | Cheltenham Town    | 2.998      |
| 7     | Swansea City    | 2-0          | Brentford          | 5.366      |
| 8     | Luton Town      | 2-0          | Plymouth           | 2.682      |
| 9     | Exeter City     | 1-3          | Southampton        | 6.471      |
| 10    | Watford         | 1-0          | Bristol Rovers     | 5.574      |
| 11    | Bournemouth     | 1-2          | Cardiff City       | 3.399      |
| 12    | Bristol City    | 2-1          | Peterborough Utd   | 5.684      |
| 13    | Charlton        | 0-1          | Yeovil Town        | 6.239      |
| 14    | Millwall        | 0-1          | Northampton Town   | 3.525      |
| 15    | Swindon Town    | 2-3          | QPR                | 7.230      |
| 16    | Crystal Palace  | 2-1          | Hereford Utd       | 3.094      |
| 17    | Dag & Red       | 1-2          | Reading            | 2.360      |
| 18    | Ipswich Town    | 4-1          | Leyton Orient      | 10.477     |

## Secondo turno
| Match | Squadra di casa   | Risultato                 | Squadra fuori casa | Spettatori |
| ----- | ----------------- | ------------------------- | ------------------ | ---------- |
| 1     | Ipswich Town      | 2-1                       | Colchester Utd     | 17.084     |
| 2     | Coventry City     | 2-3 (d.t.s.)              | Newcastle Utd      | 19.249     |
| 3     | Hartlepool Utd    | 3-1 (d.t.s.)              | West Bromwich      | 3.387      |
| 4     | West Ham Utd      | 4-1 (d.t.s.)              | Macclesfield Town  | 10.055     |
| 5     | Huddersfield Town | 1-2                       | Sheffield Utd      | 15.189     |
| 6     | Cardiff City      | 2-1                       | MK Dons            | 6.334      |
| 7     | Swansea City      | 2-1 (d.t.s.)              | Hull City          | 8.622      |
| 8     | Rotherham Utd     | 0-0 (d.t.s.) 4-3 (d.c.r.) | Wolverhampton      | 5.404      |
| 9     | Brighton          | 2-2 (d.t.s.) 5-3 (d.c.r.) | Manchester City    | 8.729      |
| 10    | Reading           | 5-1                       | Luton Town         | 7.498      |
| 11    | Blackburn Rovers  | 4-1                       | Grimsby Town       | 8.379      |
| 12    | Wigan             | 4-0                       | Notts County       | 4.100      |
| 13    | Leeds Utd         | 4-0                       | Crystal Palace     | 10.765     |
| 14    | Crewe Alexandra   | 2-1                       | Bristol City       | 3.227      |
| 15    | Middlesbrough     | 5-1                       | Yeovil Town        | 15.651     |
| 16    | Fulham            | 3-2                       | Leicester City     | 7.584      |
| 17    | QPR               | 4-0                       | Carlisle Utd       | 8.021      |
| 18    | Nottingham Forest | 1-2 (d.t.s.)              | Sunderland         | 9.198      |
| 19    | Burnley           | 3-0                       | Oldham Athletic    | 5.528      |
| 20    | Southampton       | 2-0                       | Birmingham City    | 11.331     |
| 21    | Bolton            | 1-2                       | Northampton Town   | 7.136      |
| 22    | Watford           | 2-1 (d.t.s.)              | Darlington         | 5.236      |
| 23    | Preston N.E.      | 0-1                       | Derby County       | 8.037      |
| 24    | Cheltenham Town   | 2-3                       | Stoke City         | 3.600      |

## Terzo turno
| Match | Squadra di casa  | Risultato                 | Squadra fuori casa | Spettatori |
| ----- | ---------------- | ------------------------- | ------------------ | ---------- |
| 1     | Arsenal          | 6-0                       | Sheffield Utd      | 56.632     |
| 2     | Brighton         | 1-4                       | Derby County       | 6.625      |
| 3     | Burnley          | 1-0                       | Fulham             | 7.119      |
| 4     | Portsmouth       | 0-4                       | Chelsea            | 15.339     |
| 5     | Blackburn Rovers | 1-0                       | Everton            | 14.366     |
| 6     | Rotherham Utd    | 3-1                       | Southampton        | 5.147      |
| 7     | Swansea City     | 1-0                       | Cardiff City       | 17.411     |
| 8     | Ipswich Town     | 2-4                       | Wigan              | 13.803     |
| 9     | Stoke City       | 2-2 (d.t.s.) 4-3 (d.c.r.) | Reading            | 9.141      |
| 10    | Leeds Utd        | 3-2                       | Hartlepool Utd     | 14.599     |
| 11    | Watford          | 1-0                       | West Ham Utd       | 12.914     |
| 12    | Manchester Utd   | 3-1                       | Middlesbrough      | 53.729     |
| 13    | Liverpool        | 2-1                       | Crewe Alexandra    | 28.591     |
| 14    | Aston Villa      | 0-1                       | QPR                | 21.541     |
| 15    | Sunderland       | 2-2 (d.t.s.) 4-3 (d.c.r.) | Northampton Town   | 21.082     |
| 16    | Newcastle Utd    | 1-2                       | Tottenham          | 20.577     |

## Quarto turno
| Match | Squadra di casa | Risultato                 | Squadra fuori casa | Spettatori |
| ----- | --------------- | ------------------------- | ------------------ | ---------- |
| 1     | Sunderland      | 1-2                       | Blackburn Rovers   | 18.555     |
| 2     | Arsenal         | 3-0                       | Wigan              | 59.660     |
| 3     | Chelsea         | 1-1 (d.t.s.) 4-5 (d.c.r.) | Burnley            | 41.369     |
| 4     | Swansea City    | 0-1                       | Watford            | 9.549      |
| 5     | Manchester Utd  | 1-0                       | QPR                | 62.539     |
| 6     | Stoke City      | 2-0                       | Rotherham Utd      | 15.458     |
| 7     | Derby County    | 2-1                       | Leeds Utd          | 18.540     |
| 8     | Tottenham       | 4-2                       | Liverpool          | 33.242     |

## Quarti di finale
| Arbitro: | Andre Marriner (Birmingham) |

|                 |           |  |
| McDonald 6’ 57’ | Marcatori |  |

| Arbitro: | Rob Styles (Hampshire) |

|  |           |                        |
|  | Marcatori | 90+4’ (pen.) Ellington |

| Arbitro: | Phil Dowd (Staffordshire) |

|             |           |                                    |
| Priskin 13’ | Marcatori | 45+2’ (pen.) Pavlyuchenko 76’ Bent |

| Arbitro: | Alan Wiley (Staffordshire) |

|                                         |           |                                   |
| Tévez 35’ 50’ (pen.) 54’ 90+4’ Nani 40’ | Marcatori | 48’ 90+2’ McCarthy 84’ Derbyshire |

## Semifinali

### Andata
| Arbitro: | Martin Atkinson (West Yorkshire) |

|                                                        |           |              |
| Dawson 46’ O'Hara 52’ Pavlyuchenko 65’ Duff 68’ (a.g.) | Marcatori | 15’ Paterson |

| Arbitro: | Phil Dowd (Staffordshire) |

|             |           |  |
| Commons 30’ | Marcatori |  |

### Ritorno
| Arbitro: | Mike Dean (Cheshire) |

|                                                  |           |                         |
| Nani 16’ O'Shea 22’ Tévez 34’ Ronaldo 87’ (pen.) | Marcatori | 79’ (pen.) 90+1’ Barnes |

| Arbitro: | Mark Halsey (Lancashire) |

|                                    |           |                              |
| Blake 33’ McCann 73’ Rodriguez 88’ | Marcatori | 118’ Pavlyuchenko 120’ Defoe |

## Finale
| Arbitro: | Chris Foy (Merseyside) |

|                              |                      |                        |
| Giggs Tévez Ronaldo Anderson | Tiri di rigore 4 – 1 | O'Hara Ćorluka Bentley |

| Manchester United | Tottenham Hotspur |

| MANCHESTER UNITED |    |                   |         |
|                   |    |                   |         |
| P                 | 12 | Benjamin Foster   |         |
| D                 | 22 | John O'Shea       | 57’ 76’ |
| D                 | 5  | Rio Ferdinand (C) |         |
| D                 | 23 | Jonny Evans       |         |
| D                 | 3  | Patrice Evra      |         |
| C                 | 7  | Cristiano Ronaldo | 67’     |
| C                 | 28 | Darron Gibson     | 91’     |
| C                 | 18 | Paul Scholes      | 108’    |
| C                 | 17 | Nani              |         |
| A                 | 19 | Danny Welbeck     | 56’     |
| A                 | 32 | Carlos Tévez      |         |
| A disposizione:   |    |                   |         |
| P                 | 29 | Tomasz Kuszczak   |         |
| D                 | 15 | Nemanja Vidić     | 76’     |
| D                 | 42 | Richard Eckersley |         |
| C                 | 8  | Anderson          | 56’     |
| C                 | 11 | Ryan Giggs        | 91’     |
| C                 | 13 | Park Ji-sung      |         |
| C                 | 34 | Rodrigo Possebon  |         |
| Manager:          |    |                   |         |
| Sir Alex Ferguson |    |                   |         |

| TOTTENHAM HOTSPUR |    |                     |      |
|                   |    |                     |      |
| P                 | 1  | Heurelho Gomes      |      |
| D                 | 22 | Vedran Ćorluka      |      |
| D                 | 20 | Michael Dawson      |      |
| D                 | 26 | Ledley King (C)     |      |
| D                 | 32 | Benoît Assou-Ekotto |      |
| C                 | 7  | Aaron Lennon        | 102’ |
| C                 | 8  | Jermaine Jenas      | 98’  |
| C                 | 4  | Didier Zokora       |      |
| C                 | 14 | Luka Modrić         |      |
| A                 | 10 | Darren Bent         |      |
| A                 | 9  | Roman Pavlyuchenko  | 65’  |
| A disposizione:   |    |                     |      |
| P                 | 27 | Ben Alnwick         |      |
| C                 | 3  | Gareth Bale         | 98’  |
| C                 | 16 | Chris Gunter        |      |
| C                 | 5  | David Bentley       | 102’ |
| C                 | 6  | Tom Huddlestone     |      |
| C                 | 19 | Adel Taarabt        |      |
| C                 | 24 | Jamie O'Hara        | 65’  |
| Manager:          |    |                     |      |
| Harry Redknapp    |    |                     |      |

## Classifica marcatori
| Gol |  |  | Giocatore          | Squadra           |
| --- |  |  | ------------------ | ----------------- |
| 6   |  |  | Nathan Ellington   | Derby County      |
| 6   |  |  | Roman Pavlyuchenko | Tottenham         |
| 6   |  |  | Carlos Tévez       | Manchester Utd    |
| 5   |  |  | Martin Paterson    | Burnley           |
| 4   |  |  | Jermaine Beckford  | Leeds Utd         |
| 4   |  |  | James Henry        | Reading           |
| 4   |  |  | Carlos Vela        | Arsenal           |
| 4   |  |  | Emanuel Villa      | Derby County      |
| 3   |  |  | Henri Camara       | Wigan             |
| 3   |  |  | Matt Derbyshire    | Blackburn Rovers  |
| 3   |  |  | Robert Earnshaw    | Nottingham Forest |
| 3   |  |  | Emmanuel Ledesma   | QPR               |
| 3   |  |  | Nani               | Manchester Utd    |
| 3   |  |  | Joel Porter        | Hartlepool Utd    |